# Amelia Jones
Pour les articles homonymes, voir Jones.
Amelia Jones (née le 14 juillet 1961) originaire de Durham, en Caroline du Nord, est une historienne de l'art, théoricienne de l'art, critique d'art, auteur, professeur et conservatrice de musée américaine.
Son travail est spécialisé dans l'art  féministe, l'art corporel, l'art de la performance, l'art vidéo, la politique identitaire, les préjugés culturels et le dadaïsme. Au début de sa carrière, elle a été associée en tant que chercheuse féministe, puis elle a élargi son attention sur d'autres sujets d'activistes sociaux, notamment la race, la classe et la politique identitaire. Amelia a contribué de manière significative au monde de l'art en tant qu'enseignante, chercheuse et militante,.

## Publications

### Articles
- « Le sexe et l’enseignement (de l’histoire de l’art) », Perspective, 2 | 2015, 9-12 [mis en ligne le 30 juin 2017, consulté le 31 janvier 2022. URL : http://journals.openedition.org/perspective/6143 ; DOI : https://doi.org/10.4000/perspective.6143].